# Snowboard agli VIII Giochi asiatici invernali - Slalom gigante maschile
La gara dello slalom gigante maschile si è svolta il 19 febbraio 2017 alla Bankei Ski Area di Sapporo in Giappone.

## Risultati
| Rank | Atleta                | Run 1   | Run 2   | Tempo   |
| ---- | --------------------- | ------- | ------- | ------- |
| 1    | Lee Sang-ho           | 51.94   | 43.82   | 1:35.76 |
| 2    | Choi Bo-gun           | 52.02   | 44.42   | 1:36.44 |
| 3    | Shinnosuke Kamino     | 53.39   | 43.75   | 1:37.14 |
| 4    | Ji Myung-kon          | 52.27   | 45.24   | 1:37.51 |
| 5    | Kim Sang-kyum         | 53.13   | 45.02   | 1:38.15 |
| 6    | Bi Ye                 | 53.33   | 45.10   | 1:38.43 |
| 7    | Zhang Xuan            | 53.64   | 45.12   | 1:38.76 |
| 8    | Yuya Suzuki           | 54.14   | 45.00   | 1:39.14 |
| 9    | Sun Huan              | 54.52   | 46.17   | 1:40.69 |
| 10   | Christian De Oliveira | 55.61   | 46.12   | 1:41.73 |
| 11   | Ryan Espiritu         | 55.84   | 47.63   | 1:43.47 |
| 12   | Hossein Kalhor        | 56.41   | 47.44   | 1:43.85 |
| 13   | Hossein Kalhor        | 56.52   | 47.39   | 1:43.91 |
| 14   | Rollan Sadykov        | 56.77   | 47.91   | 1:44.68 |
| 15   | Takumi Miyazawa       | 57.39   | 47.52   | 1:44.91 |
| 16   | Vladislav Zuyev       | 59.95   | 49.37   | 1:49.32 |
| 17   | Nicholas Masjuk       | 1:02.51 | 50.02   | 1:52.53 |
| 18   | Avtar Singh           | 1:13.59 | 1:04.00 | 2:17.59 |
| 19   | Nafez Tauk            | 1:16.38 | 1:04.13 | 2:20.51 |
| —    | Hassan Kalhor         | 56.56   | DNF     | DNF     |
| —    | Hossein Seid          | 57.59   | DSQ     | DSQ     |
| —    | Wu Pengtao            | DSQ     |         | DSQ     |